# Латуш-Тревиль, Луи Рене
Луи Рене Мадлен Ле Вассер де Ла Туш, граф де Тревиль (фр. Louis-René-Madeleine Le Vassor de La Touche, comte de Tréville), часто просто Латуш-Тревиль (фр. Latouche-Tréville; 3 июня 1745, Рошфор — 19 августа 1804, Тулон) — французский адмирал, генеральный инспектор берегов Средиземного моря (с 6 июля 1804 года).

## Биография
Воспитание получил морское, под руководством служивших во флоте отца и дяди, из которых последний был выдающимся военным моряком царствования Людовика XV. Под его командой и начал свою службу молодой Латуш-Тревиль, принявший участие в несчастном для французов сражении при Кибероне. Разгром французского флота в этой войне оставил глубокий след в душе Латуш-Тревиля, и он до конца жизни сохранил живую ненависть к англичанам.
В 1768 году он вышел по болезни в отставку, через год поступил в армию и получил чин капитана драгунов, но любовь к морю заставила его вернуться во флот, в котором он служил с 13 лет.
Во время войны за независимость американских колоний Латуш-Тревиль командовал сначала корветом, затем фрегатом и отличился в ряде одиночных боёв у атлантического побережья США и Канады. Был награждён орденом Святого Людовика. 15 сентября 1782 года после ожесточённой борьбы с превосходящими силами англичан (2 линейных корабля, 1 фрегат и 2 корвета), вынужден был сдать свой фрегат, ставший на мель в заливе Делавэр.
Возвратившись из плена, Латуш-Тревиль служил на административных должностях, а с 1789 года, избранный депутатом, участвовал во всех работах Генеральных штатов и Национального собрания, вплоть до окончании его роспуска — 10 октября 1791 года.
При преобразовании флота в 1790 году Латуш-Тревиль получил чин контр-адмирала и в 1792 году участвовал в экспедиции против Сардинии.
В сентябре 1793 года только что назначенный командовать флотом в Бресте, он был заподозрен Комитетом общественного спасения в антиреспубликанских тенденциях и посажен в тюрьму, откуда вышел только через год, при перевороте 9 термидора.
Только в 1799 году Латуш-Тревиль был вновь призван во флот и вступил в командование эскадрой в Бресте. Бонапарт очень ценил его за неукротимый военный дух, пылкий характер, ненависть к англичанам и даже за его бурную жизнь, так как считал, что именно такие натуры могут увлекать людей и достигать великих результатов. Поэтому именно ему было поручено общее руководство сооружением Булонской флотилии. В августе 1801 года Латуш-Тревиль дважды отбил атаку Нельсона на флотилию.
Во время Амьенского перемирия с Англией (1801—1803 годы) Латуш-Тревиль командовал флотом в экспедиции против Санто-Доминго, которая утвердила мнение Наполеона о выдающихся качествах этого флотоводца, и император произвел его в вице-адмиралы.
Как только вновь началась война и Наполеон приступил к выполнению своего грандиозного плана вторжения в Англию, он решил предоставить Латуш-Тревилю главную роль и назначил командующим Тулонской эскадры. Латуш-Тревиль с юношеским жаром принялся за дело и достиг в подготовке эскадры для целей экспедиции и в борьбе с блокировавшим его Нельсоном превосходных результатов. Но тут начало сдавать его здоровье, и в ночь на 29 августа 1804 года он умер на своем флагманском корабле «Буцентавр».
Латуш-Тревиль был единственным французским адмиралом того времени, которого могли бы противопоставить Нельсону, и с его смертью план Наполеона не имел уже шансов на успех.
Его имя высечено под Триумфальной аркой в Париже.